# Кабікейми
Кабікейми (пол. Kabikiejmy) — село в Польщі, у гміні Добре Място Ольштинського повіту Вармінсько-Мазурського воєводства.
Населення — 132 особи (2011).
У 1975-1998 роках село належало до Ольштинського воєводства.

## Демографія
Демографічна структура станом на 31 березня 2011 року:
|          | Загалом | Допрацездатний вік | Працездатний вік | Постпрацездатний вік |
| -------- | ------- | ------------------ | ---------------- | -------------------- |
| Чоловіки | 61      | 21                 | 38               | 2                    |
| Жінки    | 71      | 23                 | 41               | 7                    |
| Разом    | 132     | 44                 | 79               | 9                    |